# Реперкусса

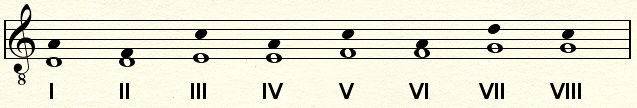
Римскими цифрами показаны порядковые номера, белыми головками — финалисы, чёрными — реперкуссы церковных тонов. В древнейших рукописях реперкусса третьего тона — си (а не до, как показано на стандартной схеме).

Реперку́сса, также тон речитации, также тенор (лат. repercussa <подразумевается vox> — отголосок, отзвук; от глагола repercutere снова/неоднократно ударять, в контексте — неоднократно звучать) в григорианском хорале — функция модального лада, вторая (после финалиса) его опора. 

## Краткая характеристика
Тон речитации ярко выражен в распеве псалмов, где он обычно именуется «тенором» (лат. tenor, редко лат. tuba букв. «труба»), т.е. тоном, удерживающим одну и ту же высоту (от лат. tenere держать). Часто (хотя и не всегда) реперкуссу можно выделить в григорианской мелодии, написанной в том или ином церковном тоне. 
Вторичный тон-устой — важнейшая категория любого модального лада. Однако, называть «реперкуссой» или «тенором» любую вторичную модальную опору (например, господствующий тон в системе большого знаменного распева) не принято.
Реперкуссу не следует спутывать с доминантой. Доминанта — важнейшая тональная функция в системе мажорно-минорной тональности и ближайшая к тонике ладовая опора. Модальный лад разворачивается не как система тяготений между центром и периферией, а путём обхода ступеней звукоряда, отсюда особое «результативное» значение реперкуссы. Кроме того, доминанта всегда находится в отношении ближайшего акустического родства (квинтой выше или квартой ниже, см. также Натуральный звукоряд) к тонике, реперкусса же составляет с финалисом квинту, кварту, терцию или сексту (см. нотную схему).
Хотя термин «реперкусса» исторически связан с церковной монодией католиков, современные исследователи иногда распространяют этот термин и на многоголосные модальные лады (в западноевропейской музыке Средних веков и Возрождения); при такой экстраполяции реперкуссой называют не один тон, а созвучие (конкорд или аккорд).
Слово «реперкусса» зачастую употребляют как синоним (оригинальных средневековых) терминов «конфиналис» (confinalis) и «аффиналис» (affinalis), что не вполне верно (см. Конфиналис).

## Исторический очерк
Субстантивированная форма причастия repercussa (от глагола repercutere неоднократно наносить удар, в контексте — возобновлять звук определённой высоты) не встречается в музыкальной теории до конца XV века, хотя понятие вторичного ладового устоя в той или иной форме присутствовало уже в трактатах высокого Средневековья. Часто на такой устой указывают термины repercutere, vox repercussa, repercussio, но описание реперкуссы могло обходиться и вовсе без специальных терминов, как например, у Иоанна Коттона (ок. 1100):

Кроме того, заметь, что два этих консонанса — кварта и квинта — наиболее приятны в [григорианском] распеве, если располагаются в надлежащих местах. Они звучат красиво, если после хода вниз [на кварту или квинту] мелодия тут же поднимается на исходную высоту, и это происходит несколько раз, как в аллилуйе Vox exultationis.— Иоанн Коттон. О музыке, гл.19

## Реперкусса и реперкуссия
От реперкуссы следует отличать реперкуссию. Последним термином обозначают показ доминирующих ступеней модального (одноголосного или многоголосного) лада.